# Cyclodes caecutiens
Cyclodes caecutiens là một loài bướm đêm trong họ Noctuidae.